# Drosera panamensis
Drosera panamensis este o specie de plante carnivore din genul Drosera, familia Droseraceae, ordinul Caryophyllales, descrisă de Correa și A.S.Taylor. Conform Catalogue of Life specia Drosera panamensis nu are subspecii cunoscute.